# Triathlon-Bundesliga
Die Triathlon-Bundesliga (auch benamt nach dem Hauptsponsor 1. Bitburger 0,0 % Triathlon-Bundesliga; zwischenzeitlich auch Deutsche Triathlon Liga (DTL)) umfasst mit der eingleisigen 1. Liga und der zweigleisigen 2. Liga Nord und Süd die beiden höchsten deutschen Triathlonligen. Die 1. Triathlon-Bundesliga wurde 1996 eingeführt, die 2. Liga in ihrer heute bestehenden Form 2006. Die Ligen werden zusammen jährlich von der Deutschen Triathlon Union (DTU) ausgeschrieben und betreut.

## Geschichte
Vorläufer der Triathlon-Bundesliga war die nordrhein-westfälische „Kronen Triathlon Tour“, kurz „Kronen-Liga“, in der teilweise aber auch schon Vereinen anderer Bundesländer Startrecht gewährt wurde – zum Beispiel dem hessischen DSW 1912 Darmstadt. Die 1. Triathlon-Bundesliga wurde dann erstmals im Jahr 1996 bundesweit durchgeführt und bestand bei den Männern zunächst aus 20 Teams, von denen sechs am Ende der Saison abstiegen. Die Abstiegsregelung wurde bei den Frauen nicht angewandt, da nur rund zehn Teams teilnahmen.
Mit der Saison 2004 wurde zur besseren Vermarktung der 1. Triathlon-Bundesliga der Name Deutsche Triathlonliga (DTL) eingeführt. 2006 wurde das Ligensystem insgesamt neu strukturiert: zwischen die 1. Triathlon-Bundesliga und die vorher sechs 2. Triathlon-Bundesligen wurden zwei neue 2. Triathlon-Bundesligen geschoben. Aus den ehemals 2. Triathlon-Bundesligen wurden die sechs Regionalligen. Der Begriff Deutsche Triathlon Liga (DTL) umfasst seitdem die 1. und 2. Triathlon-Bundesliga.
Von 2011 bis 2014 wurde die 1. Triathlon-Bundesliga von der Triathlon Bundesliga GmbH organisiert und vermarktet, deren Gesellschafter die Vereine der Triathlon-Bundesliga waren. Anfang 2015 wurde die Triathlon Bundesliga GmbH wieder aufgelöst, die Partnerakquise und Betreuung für die 1. Triathlon-Bundesliga erfolgt – wie auch bereits zuvor für die 2. Triathlon-Bundesligen – wieder durch die DTU.
Seither wird auch der Begriff Deutsche Triathlon Liga nicht mehr verwendet. Die höchste deutsche Triathlonliga firmiert seit der Saison 2016 unter dem Sponsoring-Namen 1. Bitburger 0,0 % Triathlon-Bundesliga.

## Reglement
Pro Wettkampf starten fünf Männer bzw. vier Frauen je Team, davon werden die ersten vier bzw. drei gewertet. Bei Einzelwettkämpfen wird die Teamwertung durch die Addition der Einzelplatzierungen ermittelt. Das Team mit der geringsten Platzziffer hat gewonnen. Für die Ligawertung werden die Teamplatzierungen addiert. Bei Punktgleichheit der Teamplatzziffern entscheidet die Summe der Einzelplatzziffern.
Einige Wettkämpfe (z. B. in der 2. Bundesliga) bestehen aus einem sehr kurzen Grand Prix und einem anschließenden Team-Jagdrennen. Unter den Wettkämpfen ist in der Regel auch die DTU Deutsche Meisterschaft der Elite. Die Rennen sind für Windschattenfahren freigegeben. Die Teams auf den Plätzen 15 und 16 bei den Männern sowie 13 und 14 bei den Frauen steigen in die 2. Triathlon-Bundesliga ab.

## Die höchste Liga seit 1996

### Format
Üblicherweise werden heute die Rennen über die Sprintdistanz mit 0,75 km Schwimmen, 20 km Radfahren und 5 km Laufen in unterschiedlichen Formaten ausgetragen. Die genaue Länge der Radstrecke variiert je nach örtlichen Gegebenheiten leicht. In den Anfangsjahren der Liga wurden häufiger auch Rennen über die doppelt so lange olympische Distanz ausgetragen.

### Veranstaltungsorte

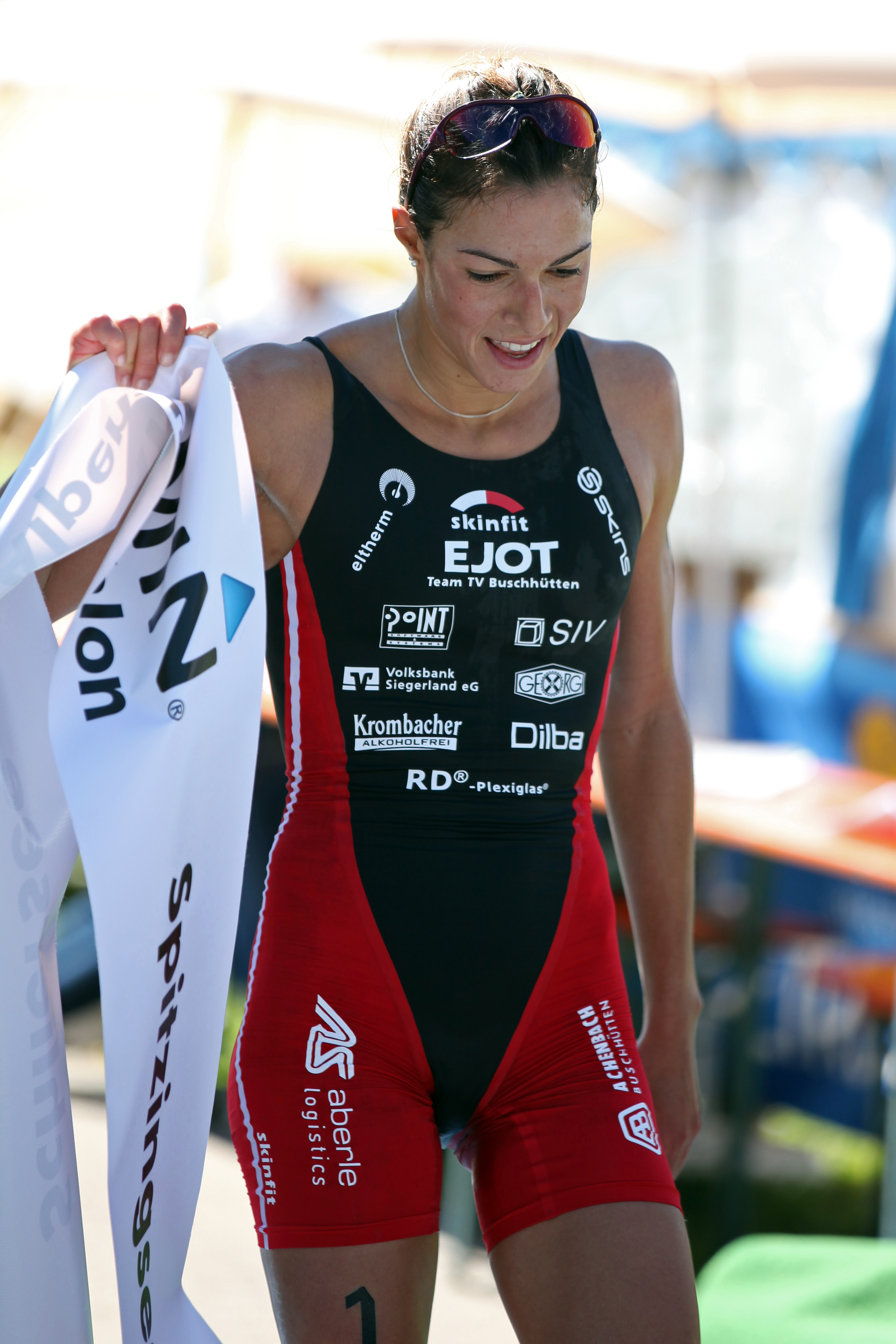
Die Französin Charlotte Morel, Schliersee-Siegerin in der Deutschen Bundesliga, 2012

Die Veranstaltungsorte variieren von Jahr zu Jahr aus verschiedenen Gründen, sodass bislang keine zwei Saisons an denselben Orten ausgetragen wurden. Häufig werden die Rennen der Triathlon-Bundesliga im Rahmenprogramm anderer Triathlon-Veranstaltungen integriert, zum Beispiel dem Ironman 70.3 Kraichgau, dem Schliersee Alpentriathlon oder dem Maschsee-Triathlon in Hannover. Der Triathlon am Schliersee war von 2002 bis 2013 durchgehend im Kalender und wurde dann ab 2014 vom Rennen im Kraichgau abgelöst, das mittlerweile den Saisonstart bildet. Dieser fand zuvor mit wenigen Ausnahmen traditionell in Nordrhein-Westfalen statt. 2022 kehrte das Rennen am Schliersee nochmals für zwei Jahre in den Kalender zurück und war damit gemeinsam mit dem Kraichgau-Rennen im Programm. Weitere regelmäßige Veranstaltungsorte sind mittlerweile Tübingen, Düsseldorf und Hannover. Mit München, Stuttgart, Saarbrücken, Düsseldorf, Hannover, Berlin, Potsdam und Kiel wurden im Laufe der Zeit in acht von 16 Landeshauptstädten Rennen ausgetragen.
| Jahr | 1. Rennen                                   | 2. Rennen                                   | 3. Rennen                                   | 4. Rennen                                   | 5. Rennen                                                   |   |
| ---- | ------------------------------------------- | ------------------------------------------- | ------------------------------------------- | ------------------------------------------- | ----------------------------------------------------------- | - |
| 1999 | Gladbeck                                    | Glücksburg                                  | Landau an der Isar                          | Riederau                                    | Witten                                                      |   |
| 2000 | Gladbeck                                    | Darmstadt                                   | Landau an der Isar                          | Heidelberg                                  | Witten                                                      |   |
| 2001 | Gladbeck                                    | Hannover                                    | Frankfurt am Main                           | Ravensburg                                  | Witten                                                      |   |
| 2002 | Gladbeck                                    | Frankfurt am Main                           | Schliersee                                  | Hannover                                    | Stuttgart                                                   |   |
| 2003 | Gladbeck (24. Mai)                          | Stuttgart (8. Juni)                         | Witten (12. Juli)                           | Schliersee (26. Juli)                       | Krefeld (31. August)                                        |   |
| 2004 | München (23. Mai)                           | Gladbeck (13. Juni)                         | Potsdam (20. Juni)                          | Schliersee (26. Juni)                       | Gießen (18. Juli, 5. Rennen) Leipzig (8. August, 6. Rennen) |   |
| 2005 | Gladbeck (22. Mai)                          | Heuchelberg (11. Juni)                      | Potsdam (18. Juni)                          | Schliersee (23. Juli)                       | Kiel (14. August)                                           |   |
| 2006 | Gladbeck (21. Mai)                          | Bocholt (11. Juni)                          | Schliersee (15. Juli)                       | München (29. Juli)                          | Kiel (13. August)                                           |   |
| 2007 | Gladbeck (20. Mai)                          | Schliersee (16. Juni)                       | München (14./15. Juli)                      | Kiel (4. August)                            | Gelsenkirchen (18. August)                                  |   |
| 2008 | Gladbeck (25. Mai)                          | Schliersee (21. Juni)                       | Greven (20. Juli)                           | Gelsenkirchen (2. August)                   | -                                                           |   |
| 2009 | Gladbeck (24. Mai)                          | Witten (13. Juni)                           | Schliersee (20. Juni)                       | Offenburg (18. Juli)                        | -                                                           |   |
| 2010 | Gladbeck (16. Mai)                          | Witten (23. Mai)                            | Offenburg (4. Juli)                         | Hannover (4./5. September)                  | Schliersee (18. September)                                  |   |
| 2011 | Paderborn (28./29. Mai)                     | Schliersee (2. Juli)                        | Grimma (28. August)                         | Hannover (4. September)                     | -                                                           |   |
| 2012 | Darmstadt (3. Juni)                         | Düsseldorf (8. Juli)                        | Hannover (2. September)                     | Schliersee (8. September)                   | -                                                           |   |
| 2013 | Buschhütten (12. Mai)                       | Schliersee (22. Juni)                       | Düsseldorf (30. Juni)                       | Hannover (31. August)                       | -                                                           |   |
| 2014 | Buschhütten (11. Mai)                       | Kraichgau (14. Juni)                        | Düsseldorf (6. Juli)                        | Hannover (6. September)                     | -                                                           |   |
| 2015 | Buschhütten (10. Mai)                       | Kraichgau (6. Juni)                         | Düsseldorf (28. Juni)                       | Tübingen (2. August)                        | -                                                           |   |
| 2016 | Kraichgau (4. Juni)                         | Ingolstadt (12. Juni)                       | Düsseldorf (26. Juni)                       | Tübingen (24. Juli)                         | -                                                           |   |
| 2017 | Kraichgau (10. Juni)                        | Münster (23. Juli)                          | Tübingen (6. August)                        | Grimma (20. August)                         | Rügen (9. September)                                        |   |
| 2018 | Kraichgau (2. Juni)                         | Düsseldorf (1. Juli)                        | Münster (22. Juli)                          | Tübingen (5. August)                        | Rügen (8. September)                                        |   |
| 2019 | Kraichgau (1. Juni)                         | Düsseldorf (23. Juni)                       | Tübingen (21. Juli)                         | Berlin (3. August)                          | -                                                           |   |
| 2020 | keine Saison aufgrund der COVID-19-Pandemie | keine Saison aufgrund der COVID-19-Pandemie | keine Saison aufgrund der COVID-19-Pandemie | keine Saison aufgrund der COVID-19-Pandemie | keine Saison aufgrund der COVID-19-Pandemie                 |   |
| 2021 | Berlin (5. Juni)                            | Potsdam (27. Juni)                          | Nürnberg (8. August)                        | Saarbrücken (28. August)                    | -                                                           |   |
| 2022 | Kraichgau (28. Mai)                         | Berlin (25. Juni)                           | Schliersee (17. Juli)                       | Nürnberg (7. August)                        | Hannover (3. September)                                     |   |
| 2023 | Kraichgau (20. Mai)                         | Schliersee (25. Juni)                       | Düsseldorf (8. Juli)                        | Tübingen (23. Juli)                         | Hannover (2. September)                                     |   |
| 2024 | Kraichgau (25. Mai)                         | Tübingen (21. Juli)                         | Dresden (10. August)                        | Hannover (7. September)                     | -                                                           |   |
| 2025 | Kraichgau (24. Mai)                         | Tübingen (20. Juli)                         | Dresden (2./3 August)                       | Allgäu (15. August)                         | Hannover (6. September)                                     | - |

### Teams 2024
Im Vergleich zur Vorsaison zog das EJOT Team TV Buschhütten sowohl seine Damen- als auch Herrenmannschaft aus der Bundesliga zurück, bei den Damen zudem der Post-SV Tübingen. Dadurch gab es nur jeweils einen Absteiger, bei den Damen das Heikotel Tri-Team Hamburg und bei den Herren das Team B&H Sport-Club Itzehoe. Erstmalige Aufsteiger (*) sind das Tri-Team Freiburg (Damen) sowie das Triathlon-Team Ratingen (Herren), bei den Herren kehrt außerdem das Team Nikar Heidelberg nach einjähriger Abstinenz wieder in die 1. Liga zurück. Bei den Damen gibt es die neuen Startgemeinschaften SG Karlsruhe/Neckarsulm sowie SG Viernheim/Saar (aus Amicitia Viernheim sowie dem LTF Marpingen), die ehemalige Startgemeinschaft aus Dresdener Spitzen und dem LTV Erfurt wurde aufgelöst und Dresden startet in dieser Saison als eigene Mannschaft.
| Frauenteams 2024 | Männerteams 2024 |
| --- | --- |
| - Berliner Triathlon Team - Triathlon Potsdam - Dr. Loges Triathlon Team Lüneburg - Triathlon Team DSW Darmstadt - SSF Bonn Team artegic - triathlon.one Witten - SG Viernheim/Saar - Dresdener Spitzen Team Mitteldeutschland - Absolute Teamsport KTT 01 - Team Bad Orb – Gesund im Spessart - SV Würzburg 05 - SG Karlsruhe/Neckarsulm - Sparda-Bank Team Hagen - Tri-Team Freiburg * | - HYLO Team Saar - PSD Bank Tri Post Trier - HEP Performance Team NSU - Berliner Triathlon Team - Triathlon Team DSW Darmstadt - Triathlon Potsdam - SSF Bonn Team artegic - PUSCH-DATA-Team AST Süßen - Team Weimarer Ingenieure - SV Würzburg 05 - WEICON Tri Finish Münster - Absolute Teamsport KTT 01 - triathlon.one Witten - Triathlon-Team KSV Baunatal - Triathlon-Team Ratingen * - Team Nikar Heidelberg * |

### 2017
In der Saison 2017 gingen 16 Männer- und 14 Frauenteams an den Start. Innerhalb der Saison, von Anfang Juni bis Mitte September, fanden fünf Wettkämpfe über die Sprintdistanz (0,75 km Schwimmen, 20 km Radfahren und 5 km Laufen) statt. Nach dem Auftaktrennen in Ubstadt-Weiher (Kraichgau) am 10. Juni 2017 folgte die Bundesliga-Premiere in Münster am 23. Juli. Tübingen war am 6. August Gastgeber des dritten Wettkampfs der Saison. Im sächsischen Grimma trafen die 30 Teams dann zum vierten Mal aufeinander. Das große Saisonfinale fand am 9. September erstmals im Ostseebad Binz auf der Insel Rügen statt.
Nach der Saison 2017 zogen sich ROWE Triathlon (Frauen und Männer), das KOMET Team TV Lemgo, das LTS Team TV Mengen (jeweils Frauen) und das Kiwami Triteam Grassau (Männer) aus der 1. Bitburger 0,0 % Triathlon-Bundesliga zurück. Zudem schlossen sich PV-Triathlon Witten und die TG Witten zum neuen Team Triathlon Witten zusammen. Einziger sportlicher Absteiger war damit das Hansalog Services Team Göppingen. Der Aufstieg in die höchste deutsche Triathlonliga gelang bei den Frauen den Teams vom MRRC Triathlon aus München, Bayer 05 Uerdingen, Mey Post-SV Tübingen sowie dem 3defacto Team asc Darmstadt. Bei den Männern schafften das Team Nikar Heidelberg, das gebioMized Team W+F Münster und das SPANNRIT Team TSG Kleinostheim den Sprung ins Triathlon-Oberhaus.

## Weitere Ligen

### 2. Triathlon-Bundesliga

#### Übersicht
Die zweigleisige 2. Triathlon-Bundesliga unterteilt sich in die 2. Triathlon-Bundesliga Nord und die 2. Triathlon-Bundesliga Süd. Insgesamt sind die 16 Bundesländer auf sechs Regionen verteilt, von denen planmäßig die drei nördlichen Regionen die Liga Nord sowie die drei südlichen die Liga Süd bilden:
| 2. Bundesliga Nord |        |                                                                            |
|                    | Nord:  | Bremen, Hamburg, Mecklenburg-Vorpommern, Niedersachsen, Schleswig-Holstein |
|                    | West:  | Nordrhein-Westfalen                                                        |
|                    | Ost:   | Berlin, Brandenburg, Sachsen-Anhalt, Sachsen, Thüringen                    |
| 2. Bundesliga Süd  |        |                                                                            |
|                    | Mitte: | Hessen, Rheinland-Pfalz, Saarland                                          |
|                    | BW     | Baden-Württemberg                                                          |
|                    | Süd    | Bayern                                                                     |

Regionen der Triathlon-Bundesliga

Teilweise gibt es leichte Abweichungen davon, so startete das Team des LTV Erfurt beispielsweise in der 2. Bundesliga Süd statt Nord. Je Liga gibt es 16 Herren- und Damenteams. Die zwei Siegerteams können in die 1. Triathlon-Bundesliga aufsteigen, die drei schlechtesten Teams steigen in die Regionalligen ab, sodass jeweils die Meister der Regionalligen in die 2. Liga aufsteigen können. Ausnahmen gibt es hierbei für die zweiten Mannschaften der Teams, die nicht in derselben Liga starten können wie die erste Mannschaft. 2017 fanden in der 2. Triathlon-Bundesliga Süd erstmals auch Rennen für Damenteams statt.

#### 2. Bundesliga Nord
Regelmäßige Veranstaltungsorte der 2. Bundesliga Nord sind mittlerweile die nordrhein-westfälischen Städte Gütersloh und Verl, Eutin in Schleswig-Holstein, das sächsische Grimma (nur 2013 wegen Hochwassers abgesagt) sowie die niedersächsische Landeshauptstadt Hannover.
| Jahr | 1. Rennen                                            | 2. Rennen                                            | 3. Rennen                                            | 4. Rennen                                            | 5. Rennen                                            |
| ---- | ---------------------------------------------------- | ---------------------------------------------------- | ---------------------------------------------------- | ---------------------------------------------------- | ---------------------------------------------------- |
| 2006 | Steinbeck (25. Juni)                                 | Witten (2. Juli)                                     | Grimma (30. Juli)                                    | Bad Zwischenahn (6. August)                          | -                                                    |
| 2007 | Harsewinkel (3. Juni)                                | Steinbeck (24. Juni)                                 | Grimma (29. Juli)                                    | Witten (11. August)                                  | Schneeberg (25. August)                              |
| 2008 | Hannover (7. Juni)                                   | Schwerin (13. Juli)                                  | Grimma (20. Juli)                                    | Gelsenkirchen (2. August)                            | Witten (31. August)                                  |
| 2009 | Herscheid (30. Mai)                                  | Hannover (6. Juni)                                   | Grimma (5. Juli)                                     | Schwerin (19. Juli)                                  | Schneeberg (23. August)                              |
| 2010 | Witten (22. Mai)                                     | Gütersloh (20. Juni)                                 | Grimma (11. Juli)                                    | Schwerin (18. Juli)                                  | Krefeld (29. August)                                 |
| 2011 | Gladbeck (15. Mai)                                   | Gütersloh (22. Mai)                                  | Düsseldorf (3. Juli)                                 | Schwerin (17. Juli)                                  | Grimma (28. August)                                  |
| 2012 | Gladbeck (13. Mai)                                   | Eutin (24. Juni)                                     | Grimma (14./15. Juli)                                | Witten (19. August)                                  | Weimar (9. September)                                |
| 2013 | Gladbeck (26. Mai)                                   | Berlin (2. Juni)                                     | Eutin (23. Juni)                                     | Verl (14. Juli)                                      | Krefeld (25. August)                                 |
| 2014 | Buschhütten (11. Mai)                                | Halle (Saale) (31. Mai)                              | Eutin (22. Juni)                                     | Münster (29. Juni)                                   | Grimma (19./20. Juli)                                |
| 2015 | Buschhütten (10. Mai)                                | Gütersloh (17. Mai)                                  | Eutin (21. Juni)                                     | Carolinensiel (4. Juli)                              | Grimma (12. Juli)                                    |
| 2016 | Gütersloh (22. Mai)                                  | Eutin (19. Juni)                                     | Grimma (3. Juli)                                     | Münster (17. Juli)                                   | Hannover (3. September)                              |
| 2017 | Gütersloh (21. Mai)                                  | Eutin (18. Juni)                                     | Verl (16. Juli)                                      | Grimma (20. August)                                  | Hannover (2. September)                              |
| 2018 | Gütersloh (19. Mai)                                  | Jena (17. Juni)                                      | Grimma (30. Juni)                                    | Verl (15. Juli)                                      | Hannover (8. September)                              |
| 2019 | Gütersloh (19. Mai)                                  | Hannover (25. Mai)                                   | Eutin (16. Juni)                                     | Grimma (30. Juni)                                    | Verl (14. Juli)                                      |
| 2020 | keine reguläre Saison aufgrund der COVID-19-Pandemie | keine reguläre Saison aufgrund der COVID-19-Pandemie | keine reguläre Saison aufgrund der COVID-19-Pandemie | keine reguläre Saison aufgrund der COVID-19-Pandemie | keine reguläre Saison aufgrund der COVID-19-Pandemie |
| 2021 | Potsdam (26. Juni)                                   | Grimma (19. Juli)                                    | Hannover (4. September)                              | -                                                    | -                                                    |
| 2022 | Gütersloh (28. Mai)                                  | Eutin (19. Juni)                                     | Verl (10. Juli)                                      | Grimma (17. Juli)                                    | Hannover (3. September)                              |
| 2023 | Eutin (18. Juni)                                     | Verl (9. Juli)                                       | Salzgitter (6. August)                               | Grimma (20. August)                                  | Hannover (3. September)                              |
| 2024 | Freilingen (25. Mai)                                 | Eutin (9. Juni)                                      | Weimar (23. Juni)                                    | Salzgitter (4. August)                               | Grimma (18. August)                                  |
| 2025 | Gütersloh (25. Mai)                                  | Weimar (22. Juni)                                    | Itzehoe (5. Juli)                                    | Grimma (17. August)                                  | Hannover (6. September)                              |

#### 2. Bundesliga Süd
Regelmäßige Veranstaltungsorte der 2. Bundesliga Süd in Bayern sind der fränkische Rothsee bei Nürnberg im Rahmen des Rothsee-Triathlons, wo seit 2011 jährlich Ligarennen ausgetragen werden, außerdem Nürnberg selbst sowie das oberfränkische Trebgast. In Hessen war Darmstadt lange Zeit Austragungsort, oft zum Saisonauftakt; dort findet auch regelmäßig das Saisonfinale in Baunatal bzw. Viernheim statt. Baden-württembergische Austragungsorte sind in den letzten Jahren eher selten, dort finden mit den Veranstaltungen im Kraichgau und in Tübingen zwei Rennen der 1. Bundesliga statt. Seit 2023 findet der Saisonauftakt in Rheinland-Pfalz im Rahmen des Löwentriathlons in Freilingen statt.
| Jahr | 1. Rennen                                   | 2. Rennen                                   | 3. Rennen                                   | 4. Rennen                                   | 5. Rennen                                   |
| ---- | ------------------------------------------- | ------------------------------------------- | ------------------------------------------- | ------------------------------------------- | ------------------------------------------- |
| 2006 | Altenkunstadt (4. Juni)                     | Darmstadt (11. Juni)                        | Oberschleißheim (17. Juni)                  | Erbach (Donau) (25. Juni)                   | -                                           |
| 2007 | Erding (17. Juni)                           | Hof (22. Juli)                              | Schluchsee (28. Juli)                       | Gießen (9. September)                       | -                                           |
| 2008 | Kronach (1. Juni)                           | Darmstadt (8. Juni)                         | Tegernsee (13. Juli)                        | Schluchsee (19. Juli)                       | -                                           |
| 2009 | Kronach (24. Mai)                           | Darmstadt (7. Juni)                         | Tegernsee (5. Juli)                         | Schluchsee (19. Juli)                       | -                                           |
| 2010 | Darmstadt (6. Juni)                         | Triftern (13. Juni)                         | Offenburg (4. Juli)                         | Tegernsee (11. Juli)                        | -                                           |
| 2011 | Büdingen (5. Juni)                          | Rothsee (25. Juni)                          | Tegernsee (10. Juli)                        | Wörthsee (24. Juli)                         | -                                           |
| 2012 | Darmstadt (3. Juni)                         | Rothsee (23. Juni)                          | Frankfurt am Main (4. August)               | Nürnberg (2. September)                     | Fritzlar (15. September)                    |
| 2013 | Nürnberg (26. Mai)                          | Darmstadt (9. Juni)                         | Zell (Mosel) (23. Juni)                     | Rothsee (29. Juni)                          | Remagen (15. September)                     |
| 2014 | Nürnberg (1. Juni)                          | Darmstadt (8. Juni)                         | Rothsee (28./29. Juni)                      | Konstanz (31. August)                       | Borken (6. September)                       |
| 2015 | Neckarsulm (10. Mai)                        | Darmstadt (7. Juni)                         | Rothsee (27. Juni)                          | Tübingen (2. August)                        | -                                           |
| 2016 | Neckarsulm (22. April)                      | Darmstadt (5. Juni)                         | Rothsee (25. Juni)                          | Tübingen (24. Juli)                         | Baunatal (4. September)                     |
| 2017 | Trebgast (28. Mai)                          | Darmstadt (11. Juni)                        | Rothsee (24. Juni)                          | Fuldatal (13. August)                       | Baunatal (3. September)                     |
| 2018 | Darmstadt (10. Juni)                        | Rothsee (16. Juni)                          | Mühlacker (22. Juli)                        | Viernheim (25. August)                      | Baunatal (2. September)                     |
| 2019 | Darmstadt (9. Juni)                         | Rothsee (22. Juni)                          | Trebgast (30. Juni)                         | Viernheim (24. August)                      | Baunatal (1. September)                     |
| 2020 | keine Saison aufgrund der COVID-19-Pandemie | keine Saison aufgrund der COVID-19-Pandemie | keine Saison aufgrund der COVID-19-Pandemie | keine Saison aufgrund der COVID-19-Pandemie | keine Saison aufgrund der COVID-19-Pandemie |
| 2021 | Darmstadt (11. Juli)                        | Rothsee (17. Juli)                          | Nürnberg (6. August)                        | Saarbrücken (28. August)                    | Baunatal (5. September)                     |
| 2022 | Darmstadt (12. Juni)                        | Rothsee (18. Juni)                          | Trebgast (26. Juni)                         | Viernheim (28. August)                      | Hannover (3. September)                     |
| 2023 | Freilingen (27. Mai)                        | Rothsee (17. Juni)                          | Trebgast (25. Juni)                         | Nürnberg (13. August)                       | Viernheim (26. August)                      |
| 2024 | Freilingen (25. Mai)                        | Rothsee (22. Juni)                          | Trebgast (30. Juni)                         | Nürnberg (18. August)                       | Viernheim (24. August)                      |
| 2025 | Freilingen (24. Mai)                        | Rothsee (21. Juni)                          | Trebgast (29. Juni)                         | Nürnberg (10. August)                       | Viernheim (23. August)                      |

### Sechs Regionalligen
Jede der sechs Regionen veranstaltet zudem eine eigene Regionalliga und oftmals weitere unterklassige Ligen. Nordrhein-Westfalen (NRW-Liga), Baden-Württemberg (Alb-Gold Triathlon-Liga) sowie Bayern (Triathlon Liga Bayern) haben jeweils eigene Ligen, die übrigen drei Ligen Nord, Ost und Mitte umfassen zwischen drei und fünf Bundesländern. Diese sechs Regionalligen unterliegen der Verantwortung der jeweiligen Landesverbände und unterscheiden sich zum Teil erheblich in den Regularien voneinander. So variieren die Teamstärken sowie die Anzahl und Art der Wettkämpfe. Windschattenfahren ist in der Regel verboten. Die Sieger der Regionalligen dürfen in die 2. Triathlon-Bundesligen aufsteigen.

## Top 3 der 1. Bitburger 0,0% Triathlon-Bundesliga seit 1996
| Jahr | Männer                                                                                | Frauen                                                                                     |
| ---- | ------------------------------------------------------------------------------------- | ------------------------------------------------------------------------------------------ |
| 2023 | 1. EJOT Team TV Buschhütten 2. HYLO Team Saar 3. Team Berlin                          | 1. EJOT Team TV Buschhütten 2. Team Berlin 3. SSF Bonn Triathlon Team                      |
| 2022 | 1. EJOT Team TV Buschhütten 2. HYLO Team Saar 3. hep Team SUN                         | 1. Triathlon Potsdam 2. EJOT Team TV Buschhütten 3. triathlon.one Team Witten              |
| 2021 | 1. HYLO Team Saar 2. EJOT Team TV Buschhütten 3. DSW 1912 Darmstadt                   | 1. EJOT Team TV Buschhütten 2. Triathlon Potsdam 3. SG Triathlon Witten                    |
| 2019 | 1. EJOT Team TV Buschhütten 2. Triathlon Potsdam 3. KiologIQ Team Saar                | 1. EJOT Team TV Buschhütten 2. Triathlon Potsdam 3. REA Card Team TuS Griesheim            |
| 2018 | 1. EJOT Team TV Buschhütten 2. Triathlon Potsdam 3. KiologIQ Team Saar                | 1. EJOT Team TV Buschhütten 2. SG Triathlon Witten 3. Schwalbe Team Krefelder Kanu Klub    |
| 2017 | 1. EJOT Team TV Buschhütten 2. ROWE Triathlon Team 3. KiologIQ Team Saar              | 1. EJOT Team TV Buschhütten 2. Triathlon TEAM TG Witten 3. KOMET Team TV Lemgo             |
| 2016 | 1. EJOT Team TV Buschhütten 2. WMF BKK-Team AST Süßen 3. Stadtwerke Team Witten       | 1. EJOT Team TV Buschhütten 2. KOMET Team TV Lemgo 3. Kiwami Team TV 1848 Erlangen         |
| 2015 | 1. EJOT Team TV Buschhütten 2. Triathlon Potsdam 3. Stadtwerke Team Witten            | 1. EJOT Team TV Buschhütten 2. KOMET Team TV Lemgo 3. Stadtwerke Team Witten               |
| 2014 | 1. EJOT Team TV Buschhütten 2. Stadtwerke Team Witten 3. Triathlon Potsdam            | 1. EJOT Team TV Buschhütten 2. Kiwami Team TV Erlangen 3. KOMET Team TV Lemgo              |
| 2013 | 1. EJOT Team TV Buschhütten 2. Stadtwerke Team Witten 3. WMF BKK-Team ASV Süßen       | 1. EJOT Team TV Buschhütten 2. Stadtwerke Team Witten 3. Schwalbe Team Krefelder Kanu Klub |
| 2012 | 1. EJOT Team TV Buschhütten 2. Stadtwerke Team Witten 3. Triathlon Potsdam            | 1. EJOT Team TV Buschhütten 2. Stadtwerke Team Witten 3. TuS Griesheim                     |
| 2011 | 1. EJOT Team TV Buschhütten 2. Triathlon Potsdam 3. Carboo4U TuS Griesheim            | 1. SYNERGY-SPORTS Team TV Erlangen 2. Carboo4U TuS Griesheim 3. Stadtwerke Team Witten     |
| 2010 | 1. ASICS Team Witten 2. EJOT Team TV Buschhütten 3. Hansgrohe Team Schwarzwald        | 1. ASICS Team Witten 2. SYNERGY-SPORTS Team TV 1848 Erlangen 3. ALZ Sigmaringen            |
| 2009 | 1. EJOT Team TV Buschhütten 2. ASICS Team Witten 3. Hansgrohe Team Schwarzwald        | 1. ASICS Team Witten 2. SYNERGY-SPORTS Team TV 1848 Erlangen 3. TV Lemgo                   |
| 2008 | 1. Hansgrohe Team Schwarzwald 2. EJOT Team TV Buschhütten 3. ASICS Team Witten        | 1. ASICS Team Witten 2. Tri Team Neubrandenburg 3. Schwalbe Team Krefelder Kanu Klub       |
| 2007 | 1. ASICS Team Witten 2. Hansgrohe Team Schwarzwald 3. EJOT Team TV Buschhütten        | 1. ASICS Team Witten 2. SYNERGY SPORTS Erlangen 3. Erdinger Alkoholfrei SC Riederau        |
| 2006 | 1. Hansgrohe Team Schwarzwald 2. ASICS Team Witten 3. Stiebel Eltron TSV Obergünzburg | 1. ASICS Team Witten 2. TuS Griesheim 3. Krefelder Kanu Klub                               |
| 2005 | 1. Hansgrohe Team Schwarzwald 2. ASICS Team Witten 3. TuS Griesheim                   | 1. ASICS Team Witten 2. Erdinger Alkoholfrei Riederau 3. ALZ Sigmaringen                   |
| 2004 | 1. Hansgrohe Team Schwarzwald 2. TSV Obergünzburg 3. TuS Griesheim                    | 1. ASICS Team Witten 2. Erdinger Alkoholfrei Riederau 3. ALZ Sigmaringen                   |
| 2003 | 1. Hansgrohe Team Schramberg 2. ASICS Team Witten 3. TSV Obergünzburg                 | 1. PZM Team SC Riederau 2. ASICS Team Witten 3. SC Bayer 05 Uerdingen                      |
| 2002 | 1. Hansgrohe Team Schramberg 2. ASICS Team Witten 3. MITGAS Team SV Halle             | 1. Compex Team DSW Darmstadt 2. ASICS Team Witten 3. SC Bayer 05 Uerdingen                 |
| 2001 | 1. Hansgrohe Team Schramberg 2. TSV Obergünzburg 3. PZM Team SC Riederau              | 1. ASICS Team Witten 2. Tria Echterdingen 3. PZM Team SC Riederau                          |
| 2000 | 1. ASICS Team Witten 2. PZM SC Riederau 3. Hannover 96                                | 1. ASICS Team Witten 2. PZM Team SC Riederau 3. Tria Echterdingen                          |
| 1999 | 1. ASICS Team Witten 2. SV Gladbeck 3. DSW Darmstadt                                  | 1. ASICS Team Witten 2. Tria Echterdingen 3. Sport Aktiv Paderborn                         |
| 1998 | 1. ASICS Team Witten 2. DSW Darmstadt 3. SV Schramberg                                | 1. ASICS Team Witten 2. SC Riederau 3. Tria Echterdingen                                   |
| 1997 | 1. ASICS Team Witten 2. SC Riederau 3. Rückenwind Geckos Dortmund                     | 1. SKY Neubrandenburg 2. SC Riederau 3. TVR Team SV Gladbeck                               |
| 1996 | 1. ASICS Team Witten 2. DSW Darmstadt 3. Ring & Nagel TSV Roth                        | 1. SC Riederau 2. ASICS Team Witten 3. Tri Neubrandenburg                                  |